# 六硝基苯
六硝基苯，又称HNB，是一种高密度的爆炸物，化学式为C6(NO2)6，可由过氧化氢在硫酸介质中氧化五硝基苯胺的氨基获得。 

## 性质
HNB具有中等的光感度，因此很难安全使用，而这是HNB一大缺点。它现在未用于任何炸药的生产中，不过它可以作为TATB（另一种炸药）的合成前体。

## 制备
二战期间德国提出一种合成六硝基苯的方法，产品是通过半工业的方法生产，方程式如下：
C6H3(NO2)3 →C6H3(NHOH)3 （部分还原）
C6H3(NHOH)3 →C6(NO2)3(NHOH)3 （硝化）
C6(NO2)3(NHOH)3 →C6(NO2)6 （氧化）
苯的完全硝化几乎是不可能的，这是因为硝基是苯环的钝化基团，阻止了进一步的硝化反应。

## 其它性质
- 查普曼-Jouget爆炸的压力:43GPa
- 晶体密度：2.01

## 拓展链接
- 加热形成和化学成分
- 合成和特性的卤素和硝基苯叠氮化物衍生物，如高精力充沛的材料。的， 博士论文，Adam,D；2001年 （页面存档备份，存于）
- R. L. Atkins; R. A. Hollins; W. S. Wilson. . J. Org. Chem. 1986, 51 (17): 3261–3266. doi:10.1021/jo00367a003.
- A. T. Nielsen; R. L. Atkins; W. P. Norris. . J. Org. Chem. 1979, 44 (7): 1181–1182. doi:10.1021/jo01321a041.
- Z. A. Akopyan; Yu. T. Struchkov; V. G. Dashevskii. . Journal of Structural Chemistry. 1966, 7 (3): 385–392. doi:10.1007/BF00744430.